# Embassament de Maria Cristina

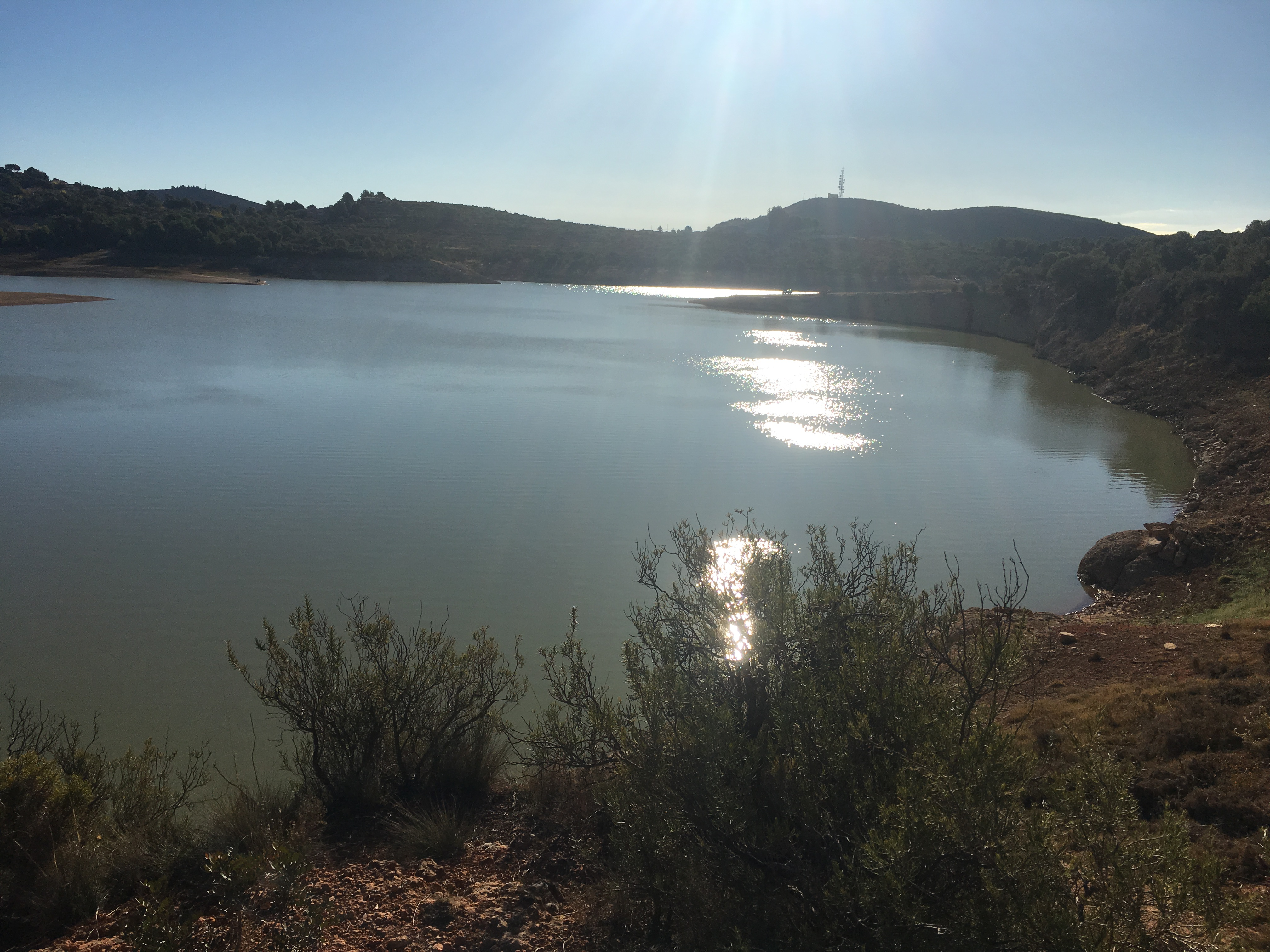
En aquesta imatge podem vore com la quantitat d'aigua del pantà ha variat durant els anys.
Fotografia realitzada per Maria Hirniak Pitarch i María Mira Gala

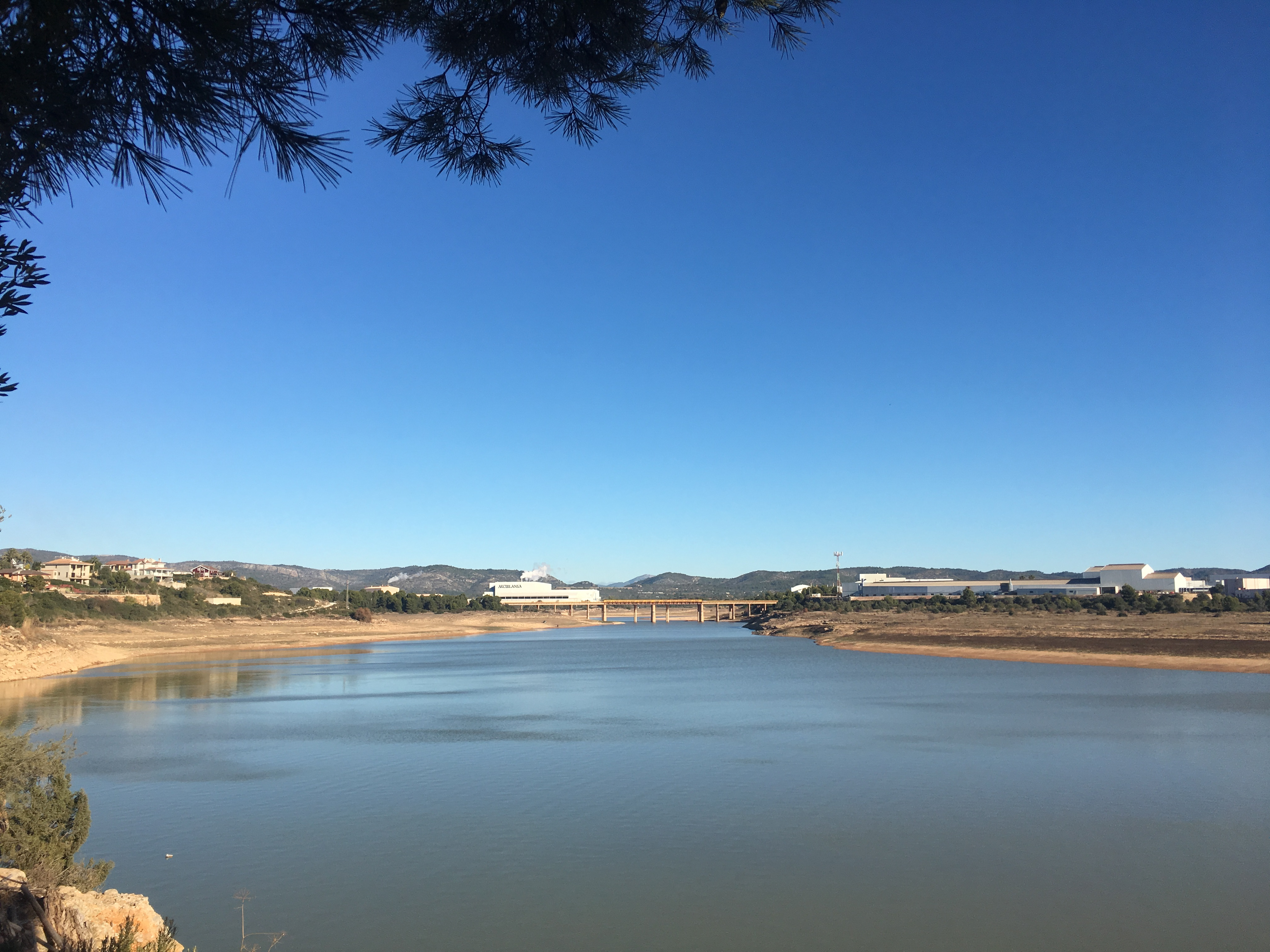
En aquesta imatge es pot observar el paisatge humanitzat del pantà de Maria Cristina. Fotografia realitzada per Maria Hirniak Pitarch i María Mira Gala.

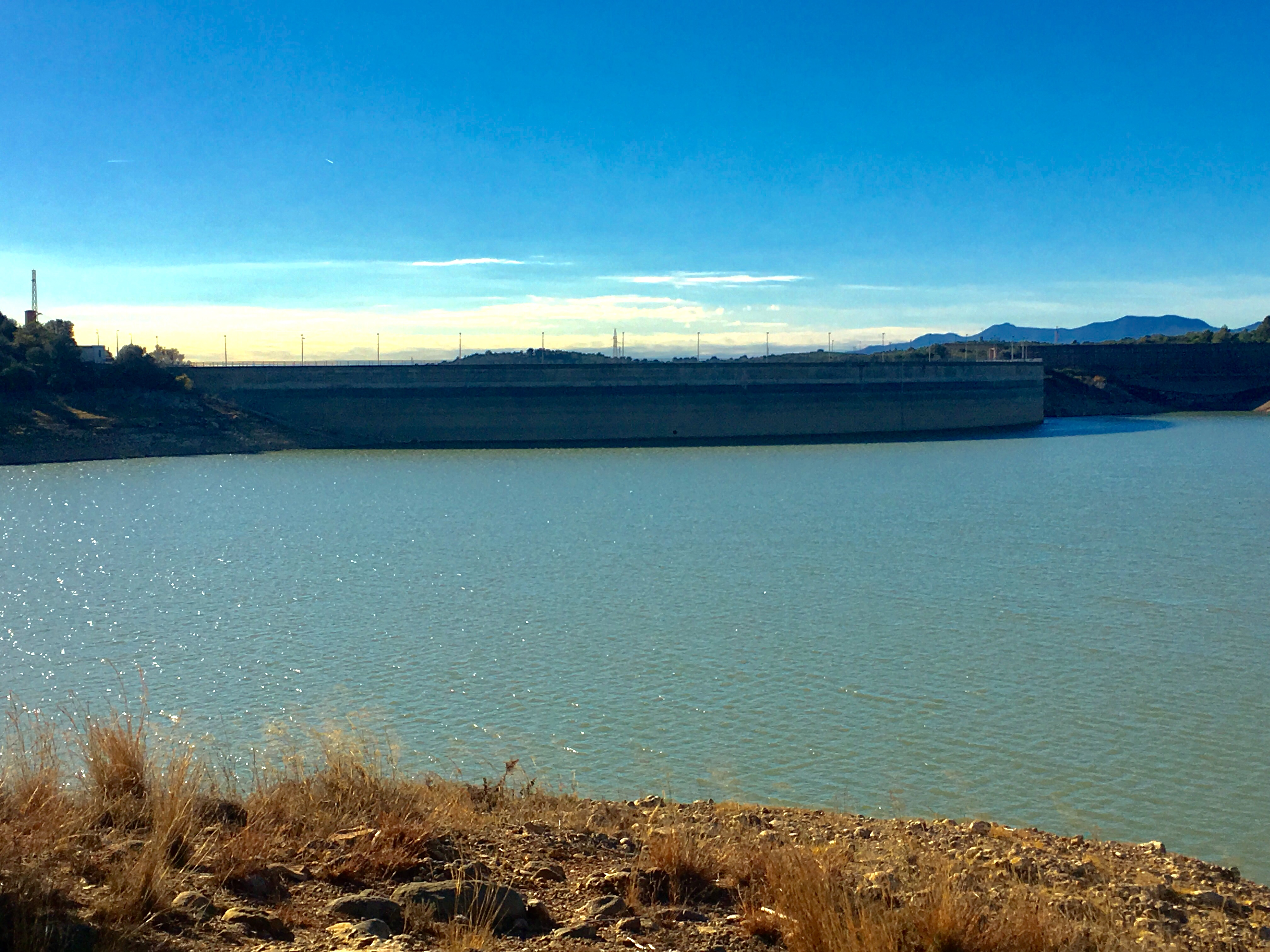
Aquesta imatge mostra la presa de l'embassament de Maria Cristina està realitzada des del pinar per Maria Hirniak Pitarch i María Mira Gala.

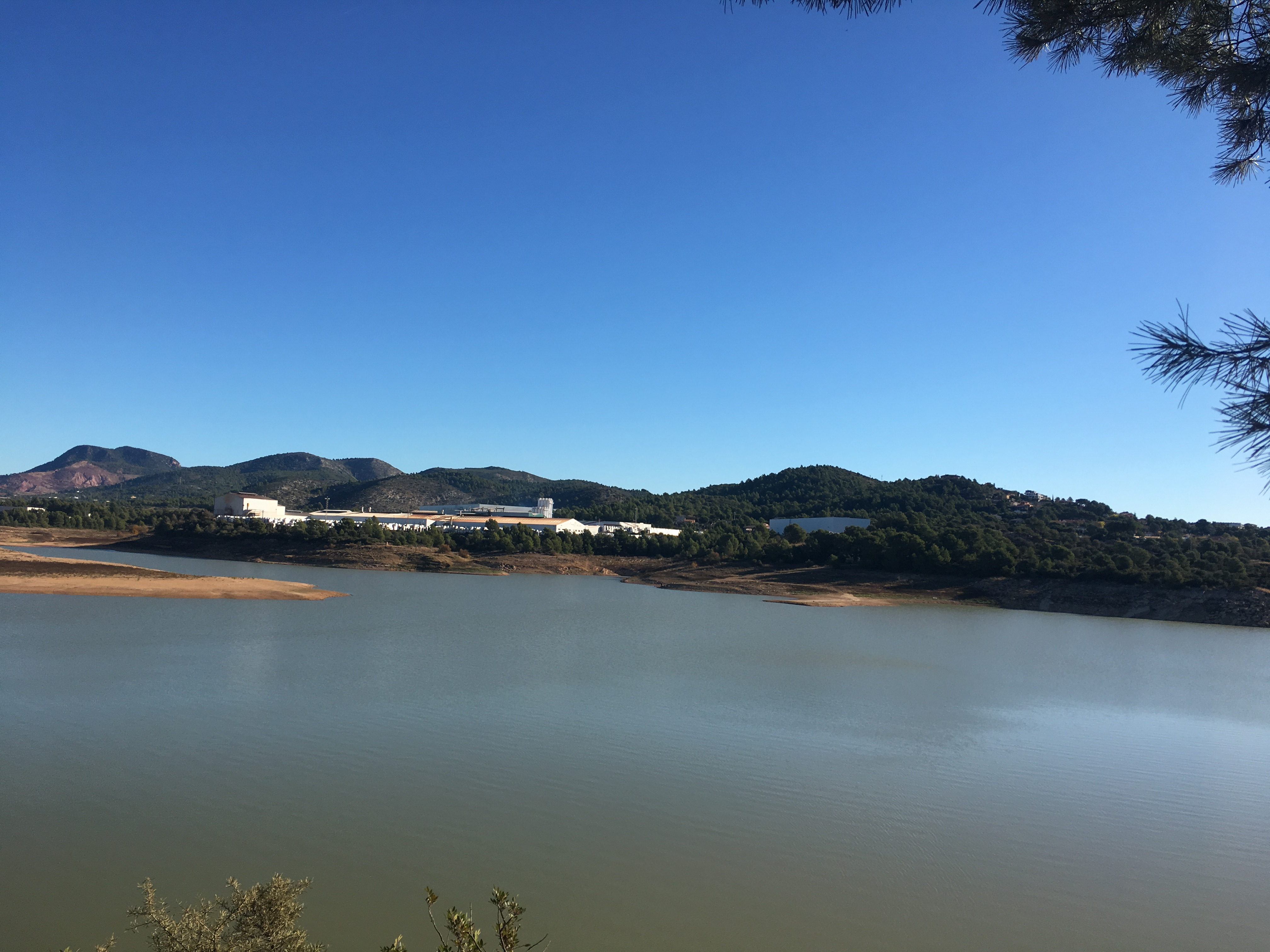
En la fotografia es pot vore com el pantà de Maria Cristina està envoltat per un paisatge humanitzat

L'embassament de Maria Cristina se situa en el municipi de l'Alcora, en el País Valencià. Es va construir en el llit de la Rambla de la Vídua, sobre una superfície de 265 hectàrees i amb una capacitat de 18.3 Hm³. L'obra va ser construïda mitjançant una presa de gravetat amb una altura de 59 metres i una longitud en coronació de 318 m. El sobreixidor és de làmina lliure amb una capacitat de 500 m³/s. Es destina a la recàrrega dels aqüífers de la Plana, per aquest motiu, des de la presa de Maria Cristina fins a la seva desembocadura en el riu Millars, el llit de la Rambla de la Vídua roman sec. Aquesta presa pertany a la Confederació Hidrogràfica del Xúquer.